# Осещина
Осе́щина — село в Україні, у Вишгородському районі Київської області. Населення становить 175 осіб.

## Історія
Осещина – старовинне, унікальне, мальовниче, створене самою матінкою природою село-«Венеція», яке було розташоване на острові.

Згідно з історичними літописами, документами та розповідями-переказами місцевих старожилів острів Осещина омивався водами: з південної частини річкою Крючок, правою притокою Десни, зі східної, від Хотянівки, рукавом-протокою від Крючка – Гнилуша, який впадав в озеро Підхатнє. Із західної частини рукавом-притокою Драхловка, а з північної частини рукавом Мишичин. А навкруги Осещини – заливні луки, на яких було багато великих і малих озер та рукавів. Таким чином, село з усіх боків було поєднано водними рукавами – пов’язаними між собою природними каналами, якими місцеві жителі рухалися на човнах. Це була природня «Венеція», системи рукавів-протоків від Десни до Дніпра.

По суші була одна єдина дорога – дерев’яний місток через рукав Гнилуша, біля озера Підхатнє (озеро Вірок) на село Хотянівку, потім до монастиря Микільська Пустинь і далі на Остер і Чернігів.

В історичних документах Києва згадується, що згідно грамоті-привілею польського короля Сигізмунда III, біскупу або єпископу з 1604 року належав у Києві хутір на Дніпрі – Осещина. Те ж у літописі, про Осещину, підтверджує в своєму свідченні до 1648 року ігумен Межигірського монастиря Феодосїй Васьківський, про становище київських міщан: «Знаю и тое, що хутора Осещина названного не хто инший дела не мел, тилко сам староста местечка в Киеве бискупского назвиско Осецкий, который Осецкий в том местечку и мешкал. И тое знаю, що до местечка бискупского киевского жадной владзы, а ни мещани киевские, а не хто инший не мел, тылко сам ксендз бискуп киевский, и там держал старосту своего вышменованного Осецкого. В том бискупском местечку и свои торги и коморы торговый были, и аренда быскупля нам была... А тое добре ведаю, що мещани киевские не мели жадного приступу вольного до лесов и до сеножатей и до озер».
У 1700 році гетьман Іван Мазепа відібрав у магістрату Києва острів Осещину й віддав його своїй матері Марії Магдалені, ігумені Києво-Флорівського монастиря. Згодом новий гетьман Іван Скоропадський повернув був острів магістрату, але тепер архімандрит Межигірського монастиря відібрав його собі. Війт Києва Дмитро Полоцький у 1710 році пише царю Петру І: «Архимандрит монастыря Межигорского людей из Осетщины избивает, и скотину забирает и луга своими называет, и сам насильно рыбу ловит. Также казаки сотни Киевской в теж луга безвинно втираются и хотят насильно косить зде». Потім цар Петро І підтвердив право у своїй грамоті магістрату Києва на володіння островом Осетщина.
У Генеральній військовій канцелярії є документи, що розповідають про всілякі способи уникання населення від виконання повинності. Так Київський магістрат доказував, що село «деревня» Осетщина (тепер у межах Києва) не є населеним пунктом, а сінокісним островом, тому на неї не можуть поширюватися вказані податі. Справу розглядав гетьман К. Розумовський, який нагадав магістратові, що в ревізії 1747 року Осетщину записано «деревнею», і зобов’язав надати з неї визначену норму фуражу Київському полковому комісарові.
У 1706 році сам імператор Петро Перший, мандруючи вперше на південь України по річці Десна з Чернігова до Києва, зупинявся в районі села Осещина, щоб насолодитись місцевими краєвидами та водами Десни.
У знайдених історичних документах, а саме: універсалах гетьманів, жалуваних грамотах царів 1698-1747 рр. та і за інші роки видно, що вони підтверджували постійно Київському магістрату право на володіння островами: Осещина, Муромець та Труханів. Тобто ця земля належала київським міщанам, і вони мали право користуватися природними дарами островів, займатися сінними покосами, рибальством та мисливством. А також давали їм право на вільну торгівлю в Києві.
Село Осещина в різні часи існування називали по-різному: і Осетчина, і Осетщина, і Осещина.
Осещанці-довгожителі розповідали що, село заснували київські міщани-рибалки, які спочатку зупинялись на острові, коли займались рибним промислом, потім створили хутір. А вже при владі Польщі, виходячи з історичних літописів, було створено село на острові осадчим паном Осецьким, яке і стали називати Осещиною. Як хутір до цього називався – невідомо.
Острів Осещина Київській митрополії належав з 1569 року. За другими свідченнями старожилів, село Осещину заснували козаки.
В роки визвольної війни, за часів Богдана Хмельницького, у 1648 році Осещина входила спочатку до Остерської сотні, потім до Київської Київського полку, а пізніше до Гоголівської.
По мірі заселення Осещина ділилась на кутки. Спочатку там, де був хутір, а потім село (на березі рукава Драхловка), так і звали куток – село. У зв’язку з тим, що це місце острова часто затоплювалось весняними водами, селяни почали будувати хати на пагорбі острова, куди не потрапляла вода. Цей куток назвали Балкони. Далі на березі рукава Драхловка у бік Дніпра новий куток забудували і назвали Юрковиця, а біля нього  Бусловка. По середині між Балконами та Юрковицею було урочище Обирки, яке дуже затоплювалось весняними водами, тому і не заселялось. Територія луку від села до устя Десни була осещанською і мала  також свої назви, що збереглися і до сьогодні.
Сполучення з Осещини до Вишгорода та Києва здійснювалось водним шляхом, зимою – льодовою дорогою.
Хотянівцям пощастило більше, коли вони в 1845 році переселились із заливних луків, з-під озера Підхатнє, на пагорби, то майбутня Хотянівка територіально виросла у велике село.
У ті часи люди жили великими родинами. У сім’ї було п’ятеро, шестеро, а інколи десятеро і більше дітей. Усі старанно наполегливо працювали: і батьки, і діти. Ретельно шанували звичаї та обряди предків, передавали у спадок дітям, онукам і правнукам.
Важливим і прибутковим заняттям було землеробство, скотарство, рибальство, бджільництво, мисливство та лозоплетіння. Із лози виготовляли меблі, валізи, кошики, крісла-качалки, тини та інші вироби.
Плетіння з лози виникло у нашій місцевості дуже давно. Поява плетених виробів зумовлена наявністю сировини в достатній кількості, а також проста техніка виконання, яка не вимагала складних знарядь праці. У виготовленні виробів застосовувалась лоза з кущової верби, якої було дуже багато на заливних луках, берегах озер та річок. Сортів верби кущової – десятки, але основні, які застосовують у виробництві місцеві майстри, називають: шиляга (правильно шелюга червона), білолоз, мохнач, вербняк (правильно верболоз), чернолоз, краснотал та інші. Залежно від виробу застосовується і сорт лози. Цим займалась практично кожна осещанська сім’я і найчастіше взимку, тому що о цій порі було багато вільного часу. У колгоспах Осещини і Хотянівки було відкрито фабрики по виготовленню виробів з лози.

Села Осещина та Хотянівка відомі народними промислами, пов’язаними з лозоплетінням. І досі велика кількість виробів із лози виготовляється місцевими майстрами.

Вивчивши історичні документи та розповіді довгожителів села, можна зробити висновок, що спочатку був на острові хутір, заснований київськими міщанами-рибалками, бо територія острова належала до міста Києва. Потім у 1604 році при владі Польщі хутір стає селом. Старшиною села назначають пана Осецького. Село заселяють козаками і називають Осещиною на честь пана.
Недалеко від Осещини на правому березі Дніпра, біля Вишгорода, був Межигірський монастир, який на той час з 1630 року був монастирем запорізького козацтва. Офіційно з 1683 року став головним монастирем Січових монастирів Війська Запорозького Низового. На лівому березі Дніпра земля від села Сваром’є до села Осещина належала Межигірському монастирю. Можливо, козаки, які заселяли Осещину, також були із Запорозької Січі.

У розмовах із старожилами Осещини було встановлено, що в селі проживало і проживає людей найбільше на прізвище Онищенко, потім Іванченко, Бойко, Бендик та інші. Це говорить, що пращури цих чотирьох прізвищ були засновниками Осещини.

До 1923 року Дніпрово-Деснянське межиріччя (і сама Осещина) адміністративно належали Чернігівській губернії. Потім був Київський округ. А в 1932 році створюється Київська область.

Із встановленням радянської влади в селі Осещина була створена сільська рада (1920 р.).

У 1962 році Осещанська сільська рада входить до складу Хотянівської сільської ради.

З початку колективізації (1929 р.) в Осещині був створений колгосп імені XVII-го партз’їзду, який у 1950 році був об’єднаний з КСП імені Шолуденка (с. Лебедівка).

В урочищі Гористе між селом Старосілля та селом Осещина у 1919 році була створена Старосільська біологічна станція «Гористе» на площі 150 га. Потім ця територія стала називатися заповідник «Гористе» АН України, який проіснував до 1950 року.

На сьогодні Осещина територіально так і збереглася в межах колишнього острова, у зв’язку з цим село набагато менше своїх сусідніх сіл.

У 2005 році силами осещинської громади  та духовенства побудували  храм на честь великого чудотворця Святителя Спірідона, єпископа Триміфунтського. Храм збудований у стилі давньоруського зодчества, будівля трапезної та недільної школи, затишний бактистерій для хрещення дорослих з повним зануренням і для проведення водоосвятних молебнів. 

Володимир ЛИТВИНЕНКО
https://gazetaslovo.at.ua/news/oseshhino_ridna_venecie_mila/2015-06-20-1963

## Населення

### Мова
Розподіл населення за рідною мовою за даними перепису 2001 року:
| Мова            | Кількість | Відсоток |
| --------------- | --------- | -------- |
| українська      | 171       | 97.71%   |
| російська       | 3         | 1.71%    |
| інші/не вказали | 1         | 0.58%    |
| Усього          | 175       | 100%     |

## Походження назви
За одним із переказів, назва Осещина пішла від великої кількості осок (осокорів), які росли на території майбутнього села. Деревина осокору дуже стійка до вітру й до тривалого перебування у воді. Тож здавна навесні, коли Осещину затоплювали води річок Дніпра і Десни, місцеві жителі, аби врятувати, прив'язувати до осокорів усе своє майно і, навіть, будівлі.
За іншим переказом, територія, де нині розміщена Осещина, через постійні затоплення була непридатною для проживання людей, а отже — безлюдною. Першими тут оселилися ченці-пустельники, а з часом сюди почали відселяти з великих міст (Київ, Чернігів та ін.) хворих на проказу людей, які невдовзі зцілювалися. Ми віримо, що зціленню сприяли молитви тих самих ченців-пустельників, а вчені стверджують — багаті на йод цілющі води Десни.

## Розташування
Село Осещина розташоване у південній частині Вишгородського району на лівому березі річки Десна. Зі сходу межує з селом Хотянівка, а з заходу — з райцентром Вишгород. Осещина з трьох сторін омивається водами річок Дніпра, Десни та Київського обвідного каналу.

### Транспортне сполучення
До села від станції метро "Героїв Дніпра" (м. Київ) щоденно ходить маршрутне таксі.

## Визначні місця
У селі розташована унікальна плавуча насосна станція Роса-300.
Також в Осещині встановлено монумент загиблим під час 2 світової війни та є церква Спиридона Триміфунтського.

## Галерея

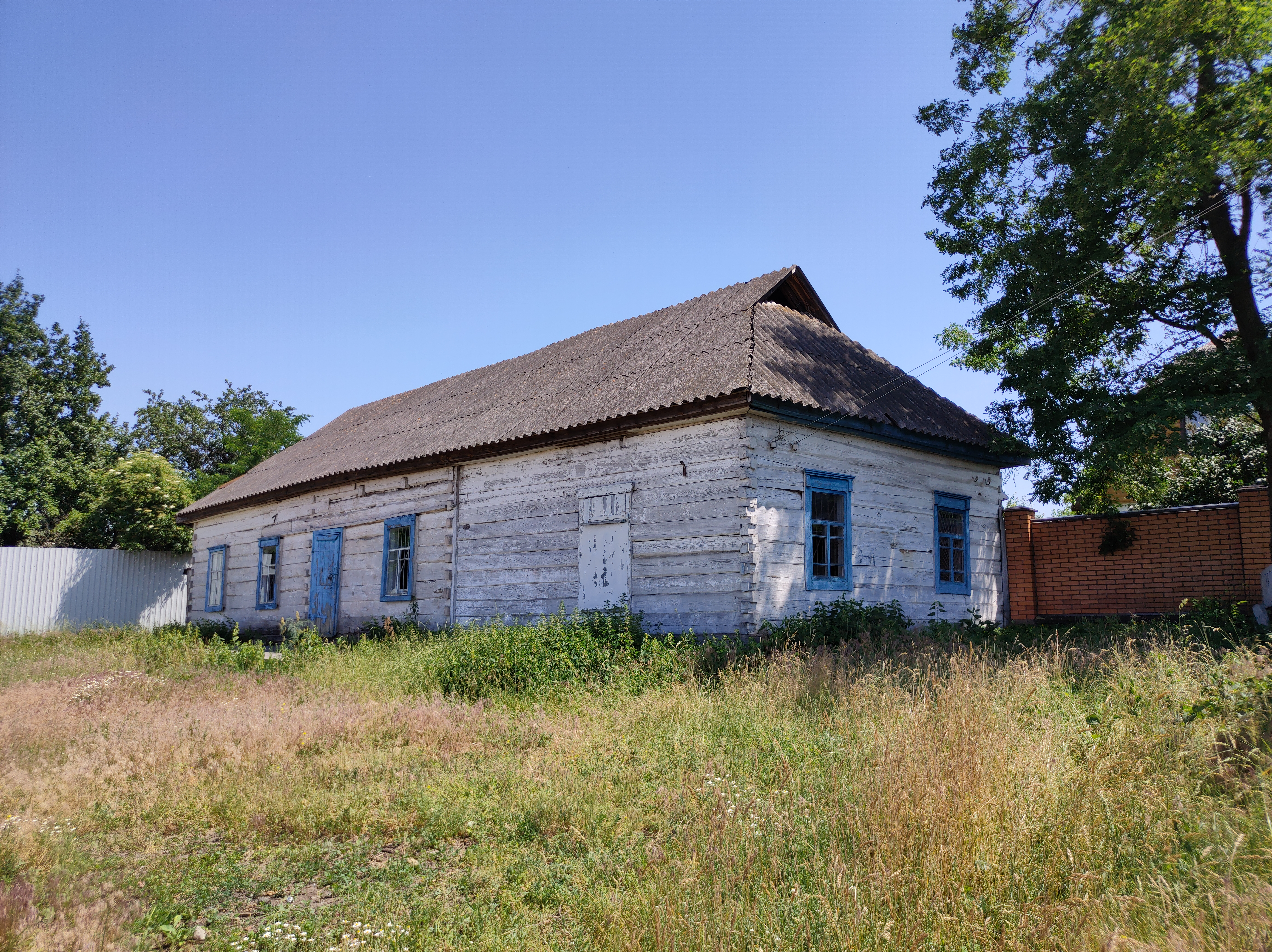
Колишня сільрада
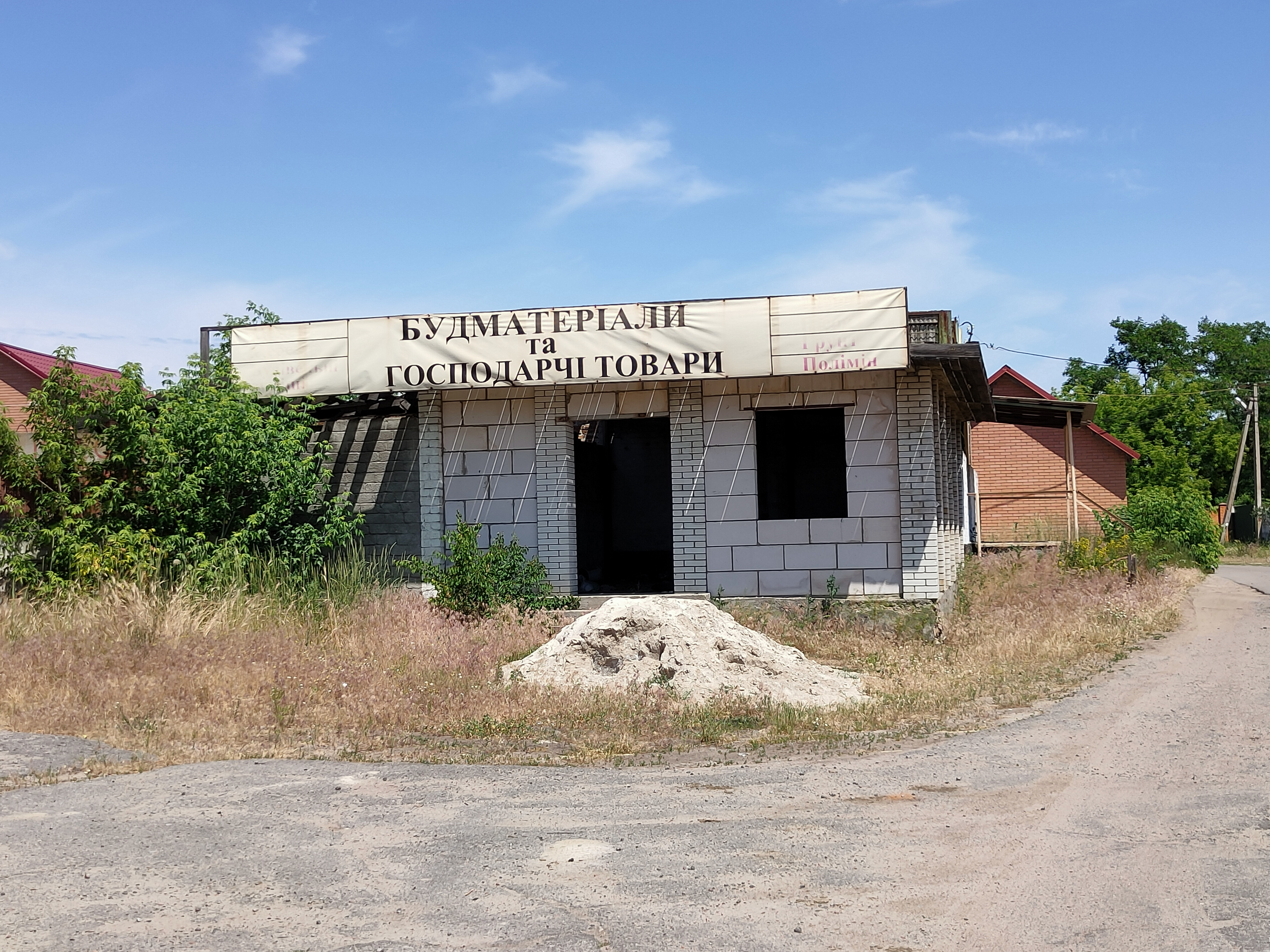
Недобудований магазин будматеріалів
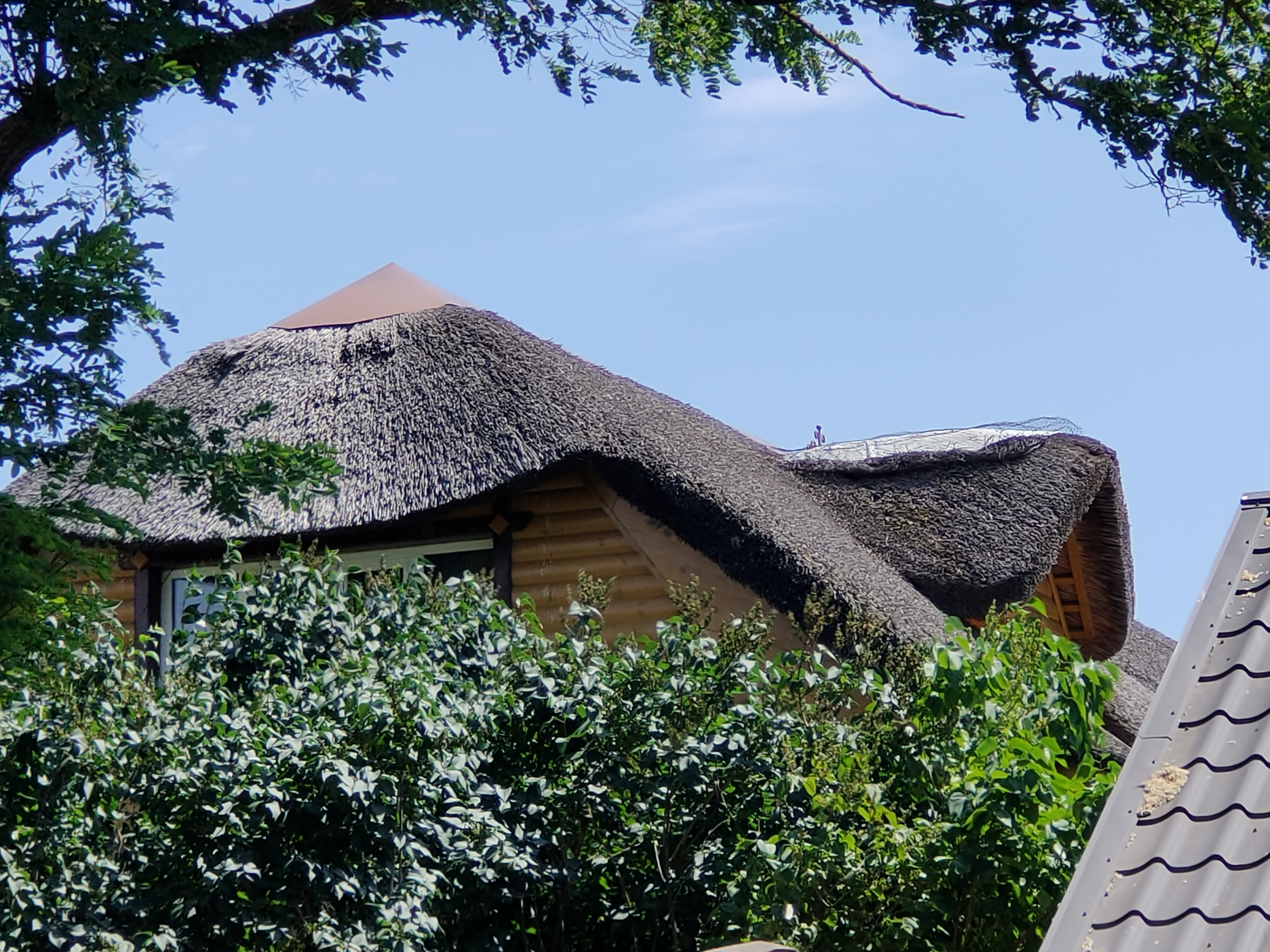
Крутий дах
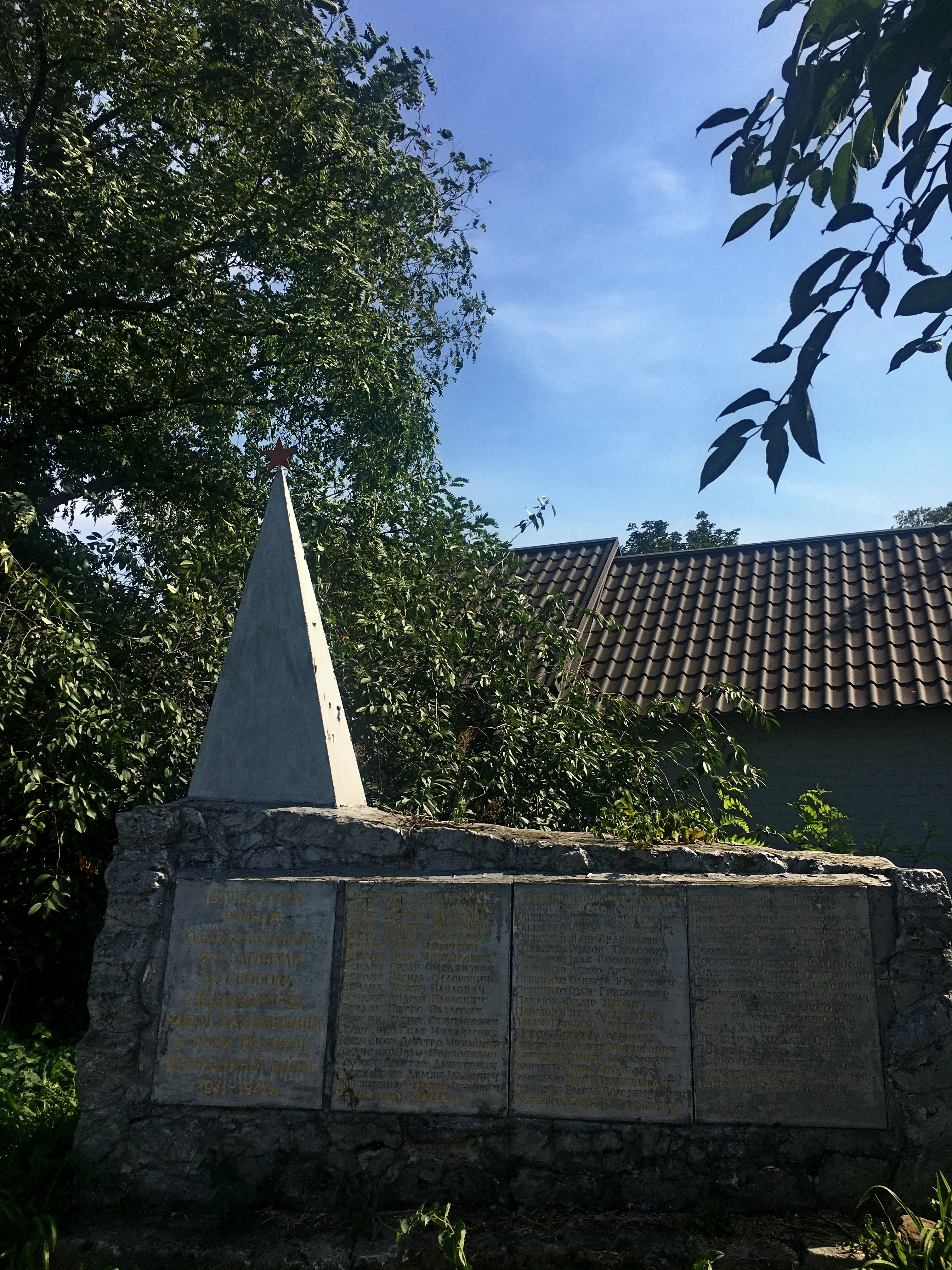
Пам'ятник на честь воїнів-односельців